# یمونا (بازیگر)
یمونا (انگلیسی: Yamuna) بازیگر هندی است که بیشتر در فیلم های تلوگو و تعداد معدودی فیلم تامیل، مالایالم و کنادا بازی کرده است.

## زندگی شخصی
یمونا با نام بدو تولد پریما در خانواده ای که با زبان تلوگو صحبت می‌کردند در بنگلور، کرناتکه بدنیا آمد. آنها در اصل اهل چتور در آندرا پرادش بودند ولی مدتی بعد خانواده اش به بنگلور نقل مکان کرده‌اند. بعد از حضور در اولین فیلم، کارگردان کی. بالاچاندر نام او را به یمونا تغییر داد.

## فیلم‌شناسی
فیلم تلوگو
- گوویندا گوویندا (۱۹۹۴)
- راننده تاکسی (۲۰۱۸)

فیلم کنادا
- کانتیراوا (۲۰۱۱)[۴]